# مسجد ومدرسة بيبرس الخياط
مدرسة بيبرس الخياط تقع بدرب كركامة على رأس حارة الجودرية بحى الأزهر وأنشئت سنة 921 هجرية.

## وصفه
تكون الصحن من شكل مربع تقريبا إذ تبلغ مساحته (8.95 ×8.40)م ويحيط بالصحن إيوانان وسدلتان وبجانب كل منها باب معقود ويعلوه حنية تنتهي بعقد ذى زاوية وبها نافذه مستطيلة مملوءة بمصبعات حديدية أحدهما يوصل إلى دهليز المدخل ويقابله باب يؤدي إلى القبة وباب في الضلع الجنوبي فتحة حنيته يقابلها باب غرفة مستطيلة وسقف الصحن مغطى (ببراطيم) خشبية مزخرفة بنقوش زيتية جميلة.